# Mães da Praça de Maio

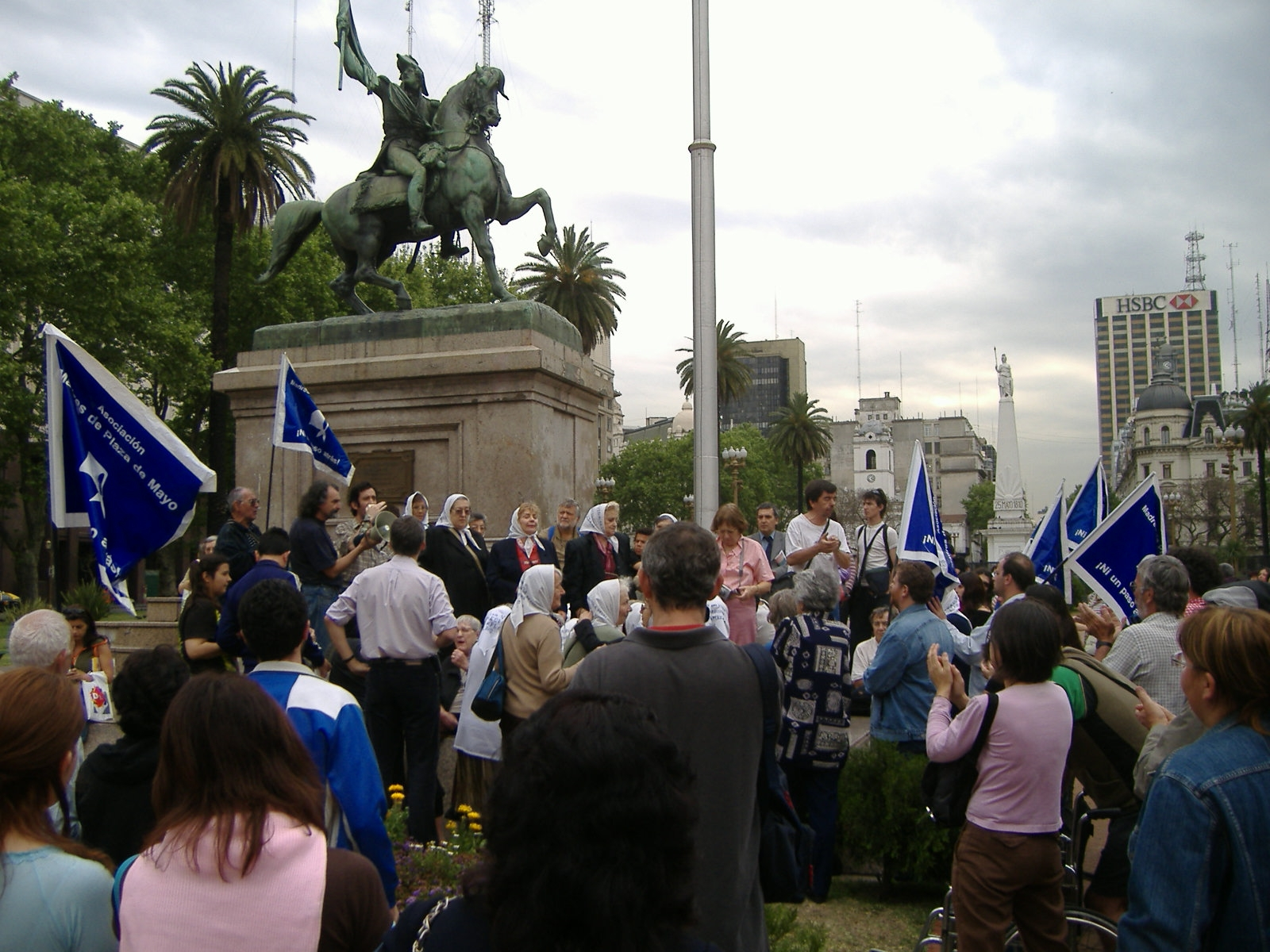
Manifestação das Mães da Praça de Maio

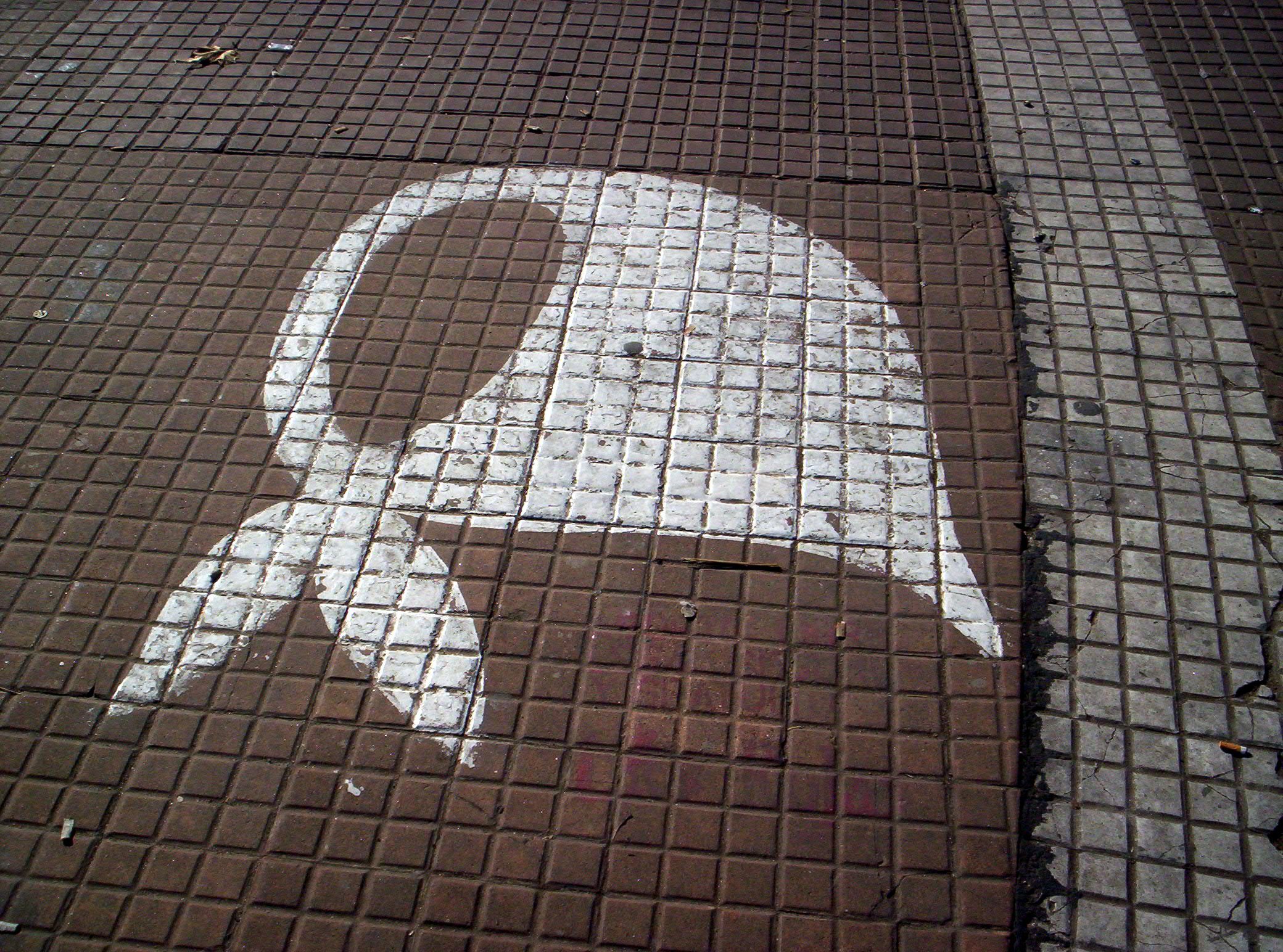
Um lenço branco, símbolo da Associação das Mães da Praça de Maio, pintado no chão da própria Praça.

As Mães da Praça de Maio (em espanhol, Asociación Madres de la Plaza de Mayo) é uma associação argentina de mães que tiveram seus filhos assassinados ou desaparecidos durante o terrorismo de Estado da ditadura militar, que governou o país entre 1976 e 1983. Elas se organizaram tentando descobrir o que ocorreu com seus filhos e começaram a fazer passeatas em 1977 na Praça de Maio, em Buenos Aires, em frente a Casa Rosada, a sede do governo argentino, em desafio público ao terrorismo de Estado do governo, destinado a silenciar toda a oposição política. Usando lenços brancos em suas cabeças, procuravam simbolizar as fraldas de seus filhos perdidos e sensibilizar a população. Em um espaço do lenço foi escrito, em linhas de cor preta, o nome de seus filhos e a data em que desapareceram, essa foi uma forma de protesto pelas pessoas que foram vítimas da violência da ditadura. As mães marcharam em solidariedade para protestar contra as atrocidades cometidas pelo regime militar Eles responsabilizaram o governo pelas violações de direitos humanos que eles cometeram durante o período em que estiveram no poder.
O movimento Mães da Praça de Maio surgiu no contexto de liberdade. Essa identidade, criada por "um sujeito coletivo", orientou para a luta contra a ditadura e a defesa dos direitos humanos. As Mães da Praça de Maio foram o primeiro grande grupo a se organizar contra essas violações de direitos humanos. Juntas, as mulheres criaram uma força dinâmica e inesperada, que existia em oposição às restrições tradicionais às mulheres na América Latina. As mães se reuniram e pressionaram por informações sobre seus filhos. Ao realizar esses esforços, elas também destacaram as violações de direitos humanos ocorridas e aumentaram a conscientização em escalas locais e internacionais. Seu legado e progresso subseqüente foram bem sucedidos devido à sua organização de grupo sustentada, uso de símbolos e slogans, e protestos semanais silenciosos. Hoje, as mães estão engajadas na luta pelos direitos humanos, políticos e civis na América Latina e em outros lugares.
O governo militar considerou essas mulheres politicamente subversivas; a fundadora das Mães da Praça de Maio, Azucena Villaflor, juntamente com as freiras francesas Alice Domon e Léonie Duquet que apoiaram o movimento, foram sequestradas, torturadas e assassinadas pelo governo militar por ordem de Alfredo Astiz, ex-comandante naval da Marinha Argentina e Jorge Rafael Videla, ex-comandante sênior do Exército Argentino e ditador da Argentina entre 1976 e 1981, ambos condenados à prisão perpétua por seus papéis na repressão das Mães da Praça de Maio e outros dissidentes durante a Guerra Suja.

## Origens do movimento
Em 30 de abril de 1977, Azucena Villaflor de De Vincenti e uma dúzia de outras mães foram à Praça de Maio, na capital argentina. As mulheres compartilharam a experiência de cada uma ter tido pelo menos uma criança que foi sequestrada pelo governo militar. As mães declararam que entre 1970 e 1980, mais de 30 mil pessoas se tornaram um dos "desaparecidos". Essas pessoas foram apagadas dos registros públicos, sem vestígios de prisões ou acusações feitas pelo governo. As mulheres decidiram protestar e caminharam do outro lado da rua do palácio-sede do governo, a Casa Rosada. As mães escolheram este local por sua alta visibilidade, na esperança de obter informações e recuperar seus filhos. Enquanto realizavam marchas semanais, as mães também iniciaram uma campanha internacional para desafiar a propaganda distribuída pelo regime militar. Esta campanha trouxe a atenção do mundo para a Argentina.
A associação de mães era composta de mulheres que se conheceram enquanto tentavam encontrar ou aprender o destino das crianças desaparecidas. Acredita-se que muitos dos "desaparecidos" foram sequestrados por agentes do governo argentino durante os anos conhecidos como Guerra Suja (1976-1983). Descobriu-se que os "desaparecidos" foram torturados e mortos antes de seus corpos serem eliminados em áreas rurais ou sepulturas sem identificação. As fundadoras originais do grupo foram Azucena Villaflor de De Vinci, Berta Braverman, Haydée García Buelas; María Adela Gard de Antokoletz, Julia, María Mercedes e Cándida Gard (quatro irmãs); Delicia González, Pepa Noia, Mirta Baravalle, Kety Neuhaus, Raquel Arcushin e Senora De Caimi.
Nos anos do regime militar, os cidadãos temiam atrair a atenção do governo. A oposição não foi tolerada; os dissidentes que se opunham ao governo foram assassinados, desaparecidos ou tiveram que se exilar no estrangeiro. Por um ano após a fundação das Mães da Praça de Maio, centenas de mulheres estavam participando, reunindo-se na praça para demonstrações semanais. Utilizando da influência da igreja católica, as mulheres aproveitavam da religião e das marchas religiosas para informar o local dos próximos encontros a outras mães e mostrar o "prego de Cristo" que era preso em suas vestimentas para se identificarem. Os encontros também serviam para escapar das investidas dos policiais. As mulheres encontraram forças umas nas outras ao protestarem em público e atraíram um pouco da imprensa. Elas fizeram cartazes com fotos de seus filhos e divulgaram os nomes deles. A foto com o rosto do desaparecido nos primeiros momentos do desaparecimento de pessoas na Argentina passou a ser rapidamente uma ferramenta de busca e uma esperança diante da incerteza. A foto era uma estratégia para individualizar o ente querido de cujo destino nada se sabia.O governo tentou afrontar o trabalho das Mães chamando-as de "las locas" (as loucas).
À medida que o número de desaparecidos cresceu, o movimento cresceu e as mães ganharam atenção internacional durante os anos da Guerra Suja. Eles começaram a tentar fazer pressões internacionais contra a ditadura argentina, compartilhando as muitas histórias dos desaparecidos. Em 10 de dezembro de 1977, Dia Internacional dos Direitos Humanos, as Mães publicaram um anúncio de jornal com os nomes de seus filhos desaparecidos. Naquela mesma noite, Azucena Villaflor (uma das fundadoras originais) foi sequestrada de sua casa em Avellaneda por um grupo de homens armados. Dizem que ela foi levada para o infame centro de tortura da ESMA (atual Escola de Mecânica da Armada), e de lá em um "vôo da morte" para o oceano ao largo da costa. Durante esses vôos, os sequestrados foram drogados, despidos e jogados ao mar. Em 1978, quando a Argentina sediou a Copa do Mundo de Futebol, as manifestações das mães na Praça foram cobertas pela imprensa internacional na cidade-sede do evento esportivo.
Os militares admitiram que mais de 9 000 dos que foram sequestrados ainda estão desaparecidos, mas as Mães da Praça de Maio dizem que o número de desaparecidos está próximo de 30 000. Presume-se que a maioria morreu. Muitos desses prisioneiros eram estudantes de ensino médio, jovens profissionais e sindicalistas que eram suspeitos de terem se oposto ao governo. Esses prisioneiros geralmente tinham menos de 35 anos, assim como os membros do regime que os torturaram e assassinaram. Havia um número desproporcional de judeus desaparecidos, pois os militares argentinos eram antissemitas, conforme documentado em Prisioneiro Sem Nome, Cela Sem Número. Isso documentou o testemunho de Jacobo Timerman e sua experiência de ser preso e torturado durante esse período.
Estima-se que 500 dos desaparecidos são as crianças que nasceram em campos de concentração ou prisões para mulheres grávidas "desaparecidas"; muitos desses bebês foram dados em adoções ilegais para famílias de militares e outros associados ao regime. Acreditava-se que suas mães foram mortas. Os números são difíceis de determinar devido ao sigilo em torno dos sequestros. Em 1983, ex-oficiais militares começaram a revelar informações sobre as violações dos direitos humanos do regime. Por exemplo, Adolfo Scilingo falou na Comissão Nacional de Pessoas Desaparecidas, descrevendo quantos presos foram drogados e jogados de aviões no Oceano Atlântico. Nos anos que se seguiram a essa ditadura, os moradores que viviam ao longo do Rio da Prata encontraram restos humanos de sequestrados, assassinados e despejados no mar pelo governo.
Esther Careaga e María Eugenia Bianco, dois outros fundadores das Mães da Praça de Maio, também foram "desaparecidos". No início de 1978, corpos não identificados começaram a se arrastar do Atlântico para as praias ao sul de Buenos Aires. Alguns dos mais proeminentes apoiadores do movimento foram desaparecidos e seus corpos nunca foram encontrados, como a francesa Léonie Duquet. Duquet e sua irmã, ambas freiras católicas francesas, foram levadas durante a Guerra Suja. Seu desaparecimento atraiu a atenção internacional e a indignação, com demandas por uma investigação das Nações Unidas sobre violações dos direitos humanos no país. O governo francês exigiu informações sobre as irmãs, mas o governo argentino negou toda a responsabilidade por elas.
Em 2005, antropólogos forenses desenterraram alguns restos mortais de corpos que haviam sido enterrados em uma sepultura sem identificação depois de terem sido levados para terra firme no final de dezembro de 1977, próximo ao balneário de Santa Teresita, ao sul de Buenos Aires. Testes de DNA identificaram Azucena Villaflor, Esther Careaga e María Eugenia Bianco, três Mães pioneiras da Plaza que haviam "desaparecido". Em dezembro de 2005, os restos mortais de Azucena Villaflor foram enterrados na Praça de Maio.

## Divisões e radicalização
Nos anos após a ditadura, a associação aumentou sua pressão sobre o governo, exigindo respostas sobre o destino e a localização das crianças desaparecidas. Depois que os militares entregaram sua autoridade a um governo civil em 1983, as Mães da Praça de Maio reacenderam as esperanças de que pudessem aprender o destino de seus filhos. Elas pressionaram por mais informações. 
A partir de 1984, equipes assistidas pela geneticista americana Mary-Claire King começaram a usar testes de DNA para identificar restos mortais, quando corpos dos "desaparecidos" foram encontrados.
O governo conduziu uma comissão nacional para coletar depoimentos sobre os "desaparecidos", ouvindo centenas de testemunhas. Em 1985, iniciou o julgamento de homens acusados de crimes, começando com o Julgamento das Juntas, no qual vários oficiais militares de alta patente foram condenados e sentenciados. Os militares ameaçaram um golpe para impedir o alargamento dos processos.
Em 1986, o Congresso aprovou a Lei de Ponto Final, que parou os processos por alguns anos. Mas em 2003, o Congresso revogou as Leis do Perdão e, em 2005, o Supremo Tribunal da Argentina decidiu que elas eram inconstitucionais. Durante o governo de Cristina Kirchner, o processo de crimes de guerra foi reaberto. Ex-militares e oficiais de segurança de alto escalão foram condenados e sentenciados em novos casos. Entre as acusações está o roubo de bebês dos desaparecidos. A primeira grande figura, Miguel Etchecolatz, foi condenada e sentenciada em 2006. A maioria dos membros da Junta foram presos por crimes contra a humanidade.
Além disso, juntamente com as Avós da Praça de Maio, as Mães identificaram 256 crianças desaparecidas que foram adotadas logo após o nascimento de mães em prisões ou acampamentos que mais tarde "desapareceram". Sete das crianças identificadas morreram. No início de 2018, 137 dessas crianças, agora adultas, foram encontradas e conheceram suas famílias biológicas, e reconstruíram suas ligações. Os pais que foram julgados no tribunal por terem sido adotados - ou "apropriados" - os filhos dos desaparecidos, embora soubessem a verdade sobre suas origens, estavam suscetíveis a serem presos. As mães e avós também estavam sujeitas a desilusões, pois às vezes os netos, agora adultos, não queriam saber sua história ou se recusavam a ser testados.
Em 1986, as mães se dividiram em duas ramificações. Um grupo, chamado Mães da Praça de Maio-Linha Fundadora, concentrou-se na legislação, na recuperação dos restos mortais de seus filhos e na entrega de ex-membros do governo militar à justiça. Hebe de Bonafini continuou a liderar uma facção mais radical sob o nome de Associação Mães da Praça de Maio. Essas mães se sentiam responsáveis por realizar o trabalho político de seus filhos; elas assumiram a agenda que originalmente levou ao desaparecimento dos dissidentes que eles queriam retornar. Diferentemente da Linha Fundadora, a Associação recusou ajuda ou compensação do governo. Elas se comprometeram a não reconhecer a morte de seus filhos até que o governo reconhecesse sua culpa.
Uma estudiosa do movimento, Marguerite Guzman Bouvard, escreveu que a associação queria "uma transformação completa da cultura política argentina" e "visualiza um sistema socialista livre da dominação de interesses especiais". A associação de mães é apoiada por jovens militantes que apoiam o socialismo. Na esteira dos ataques de 11 de setembro de 2001 nos Estados Unidos, Bonafini disse: "Fiquei feliz quando soube pela primeira vez que, pela primeira vez, eles foram atacados, não vou mentir,(...) sendo os Estados Unidos o mais terrorista de todos os países, jogando bombas em todos os lugares ao redor do mundo", mas "sentia-se mal pelos trabalhadores inocentes mortos (por causa do ataque terrorista)", que levou a algumas críticas na grande mídia. Falando em favor das mães, ela rejeitou as investigações do suposto envolvimento iraniano no atentado contra a AMIA em 1994, dizendo que a CIA e o Mossad estavam enganando a investigação; Elas afirmaram através de uma declaração que repudiam "o trágico ataque, mas o respeito pelas vítimas e suas famílias requer investigar e fazer justiça", sem ser "politicamente manipuladas a serviço dos interesses norte-americanos".

## Marcha de Resistência
Em 26 de janeiro de 2006, os membros das Associação Mães da Praça de Maio anunciaram o que elas disseram ser a sua Marcha de Resistência final na Praça de Maio, dizendo que "o inimigo não está mais no palácio do governo". Eles reconheceram o significado do sucesso do presidente Néstor Kirchner em ter a Lei de Ponto Final e a Lei de Obediência Devida revogadas e declaradas inconstitucionais. Elas disseram que continuariam as marchas semanais de quinta-feira em busca de ação em outras causas sociais.
A Linha Fundadora anunciou que continuaria as marchas de quinta-feira e as marchas anuais para comemorar a longa luta de resistência à ditadura. Após 26 de janeiro de 2006, outras mulheres entraram para o grupo. Entre elas, estavam mães que se tornariam cruciais para a consolidação e a constituição do movimento, como Nora de Cortiñas, Hebe Pastor de Bonafini, Juana Meller de Pargament, María Esther de Careaga e Angélica Sosa Mignone. Esther de Careaga e María Eugenia Bianco, duas das fundadoras das Mães da Praça de Maio, também foram dadas como “desaparecidas”. 
"Uma das coisas que não vou fazer é calar a boca."

María del Rosario de Cerruti, uma das mães

## Envolvimento social e controvérsias políticas
A Associação permaneceu próxima do kirchnerismo. Elas criaram um jornal (La Voz de las Madres), uma estação de rádio e uma universidade (Instituto Universitário das Mães da Praça de Maio).A Associação administrou um programa habitacional financiado pelo governo federal, Sueños Compartidos, que foi fundado em 2008. Até 2011, o programa havia completado 5 600 unidades habitacionais destinadas a moradores de favelas, e numerosas outras instalações em seis províncias e na cidade de Buenos Aires.
Seus orçamentos crescentes, que totalizaram cerca de US$ 300 milhões alocados entre 2008 e 2011 (dos quais US$ 190 milhões foram gastos), foram analisados. Houve controvérsia quando o diretor financeiro do programa, Sergio Schoklender, e seu irmão Pablo (advogado da empresa) foram acusados de ter desviado fundos. Os irmãos Schoklender haviam sido condenados em 1981 pelo assassinato de seus pais e cumpriram 15 anos de prisão. Depois de ganhar a confiança de Bonafini, eles estavam gerenciando as finanças do projeto com pouca supervisão das Mães da Praça de Maio ou do licenciante do programa, o Secretário de Obras Públicas. Sua amizade com a Associação terminou em junho de 2011, depois que Bonafini soube das irregularidades em lidar com as finanças do grupo. Após uma investigação ordenada pelo juiz federal Norberto Oyarbide, a Secretaria de Obras Públicas cancelou o contrato do programa em agosto de 2011. Os projetos pendentes foram transferidos para a Subsecretaria de Habitação e Desenvolvimento Urbano.

## Avós da Praça de Maio
Em 1977 foi criada a organização Avós da Praça de Maio (Abuelas de la Plaza de Mayo) com o objetivo de encontrar os bebês "roubados" cujas mães foram mortas durante a ditadura. O movimento passou a procurar os/as netos/as, nascidos/as das filhas que estavam grávidas durante o momento do sequestro, pois a maioria dos bebês, após o nascimento, eram doados para famílias, em geral de militares, que fossem consideradas "de bem" e estivessem distante dos "atos subversivos". O grupo foi formado por mulheres que eram mães e avós dos/as desaparecidos/as. Até julho de 2025, seus esforços resultaram na identificação de 140 netos/as. Sua presidente é Estela Barnes de Carlotto.

## Prêmios
- Em 1992, todos os membros da Associação Mães da Praça de Maio receberam o Prêmio Sakharov de Liberdade de Pensamento.
- Em 1997, María Adela Gard de Antokoletz foi agraciada com o Prêmio Ativista Internacional Gleitsman pela Fundação Gleitsman.
- Em 1997, a organização foi premiada com a Medalha Geuzenpenning em Vlaardingen, Países Baixos.
- Em 1999, a organização recebeu o Prêmio da UNESCO pela Educação para a Paz.
- Em 10 de dezembro de 2003, a presidente das Avós da Praça de Maio, Estela Barnes de Carlotto, recebeu o Prêmio das Nações Unidas no campo dos direitos humanos.

## Na cultura popular
- A História Oficial é um filme relacionado aos casos de "bebês roubados".
- Cautiva é outro filme relacionado aos casos de "bebês roubados".
- Uma ópera intitulada Las Madres de la Plaza (2008) estreou em Leffler Chapel, no Elizabethtown College, na Pensilvânia, Estados Unidos. Foi escrita em uma colaboração de estudantes, funcionários e professores da escola, liderados por James Haines e John Rohrkemper.
- No lançamento do álbum Voice of America, de Steven Van Zandt, em 1984, o cantor prestou homenagem às Mães da Praça de Maio com sua música "Los Desaparecidos".
- A banda de rock U2 escreveu uma canção, "Mothers of the Disappeared", inspirada e em homenagem a causa das Mães e Avós da Praça de Maio. A música apareceu em seu álbum de 1987, The Joshua Tree.
- Las Madres de la Plaza de Mayo é um documentário argentino de 1985 dirigido por Susana Blaustein Muñoz e Lourdes Portillo sobre as Mães da Praça de Maio. Foi indicado ao Oscar de Melhor Documentário.